# Primeau Lake 192F
Primeau Lake 192F är ett reservat i Kanada.   Det ligger i provinsen Saskatchewan, i den centrala delen av landet, 2 500 km väster om huvudstaden Ottawa. Primeau Lake 192F ligger vid sjöarna  Dipper Lake och Primeau Lake.
Trakten runt Primeau Lake 192F är nära nog obefolkad, med mindre än två invånare per kvadratkilometer.